# Félin hybride

Un couple de ligres (Everland Resort, Corée du Sud).

Un félin hybride est le résultat du croisement entre deux félins d'espèces différentes. Ce croisement est souvent le résultat de l'intervention humaine, mais peut aussi plus rarement avoir lieu spontanément en milieu naturel. 
Les félins hybrides ne constituent pas une nouvelle espèce car ils ne sont pas fertiles entre eux. Ils ont le même comportement sexuel que leurs parents mais par exemple deux ligres ne pourront pas se reproduire.
Toutefois, les hybrides peuvent se reproduire avec les espèces dont ils sont issus : par exemple, une tigronne (tigron femelle) peut se reproduire avec un lion. Seules les hybrides femelles se révèlent fertiles, les mâles sont toujours stériles (règle de Haldane).
Les félins hybrides ont la plupart du temps de graves problèmes de santé et comportementaux. Par exemple, le parc américain Wild Animal Safari de Pine Mountain (en), en Géorgie, a pris pour habitude d'élever des ligres. Sur 24 ligres, seulement trois ne présentaient pas de signe pathologique. En grandissant, ils avaient tout de même des problèmes mentaux[réf. nécessaire].

## Croisements entre félins sauvages

### GenrePanthera
|         | Lionne  | Tigresse   | Jaguar  | Léopard |
| Lion    | —       | Ligre      | Liguar  | Liard   |
| Tigre   | Tigron  | —          | Tiguar  | Tigard  |
| Jaguar  | Jaglion | Jaguatigre | —       | Jagulep |
| Léopard | Léopon  | Léopigre   | Léoguar | —       |

[réf. nécessaire]

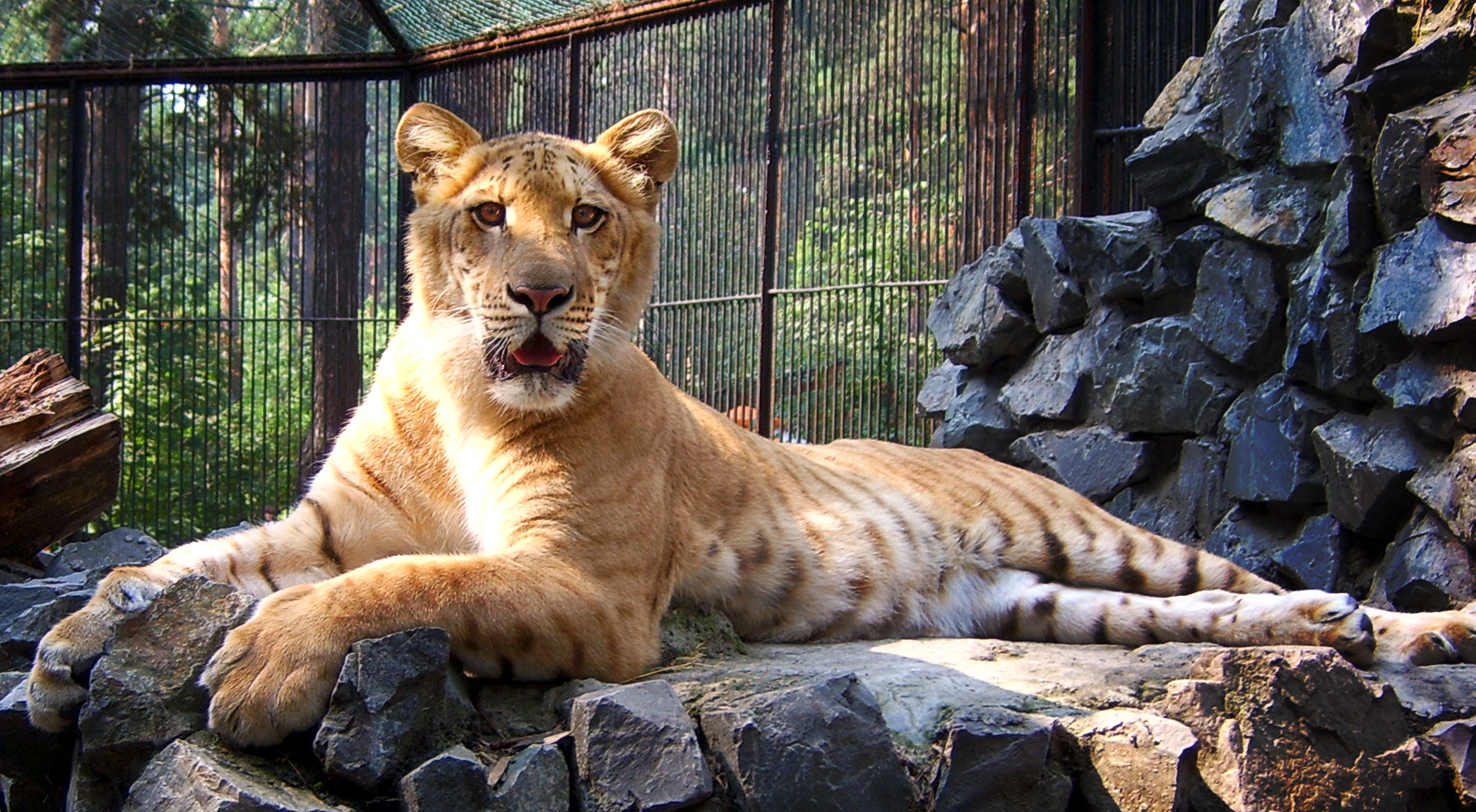
Jeune Ligre du Parc zoologique de Novossibirsk.

Les félins hybrides sont stériles mais les femelles tigron ou ligre peuvent se reproduire avec un lion ou un tigre. De ces croisements naissent d'autres hybrides, 3/4 tigres ou 3/4 lions selon leur père.
Le résultat d'un croisement avec un hybride, c'est-à-dire les tiligres (issus du croisement entre une ligresse et un tigre) , les titigrons, les liligres et les litigrons[réf. nécessaire], sont assez rares. De plus, apparemment, il y a moins de croisements avec les lions qu'avec les tigres.
Dans le cas d'un croisement avec un tigre, le résultat est plus tigre que lion. Il ne sait que feuler, ses rayures sont beaucoup plus visibles et aucune crinière n'est visible. Dans le cas d'un croisement avec un lion, le résultat a plus de caractéristiques léonines.

### GenreLeopardus
Il existe un croisement entre un margay mâle et un ocelot femelle du nom de marlot. En mai 1977, la naissance d'un marlot a été annoncée par le Long Island Ocelot Club (LIOC), mais aucune autre information n'est disponible.

### GenreLynx
Les croisements entre des espèces différentes de lynx (lynx du Canada, lynx roux et lynx commun) ne sont pas très « spectaculaires » puisque le fruit de tels croisements ressemble à un lynx. L’hybridation entre le lynx roux et le lynx du Canada existe : aux États-Unis, on appelle le résultat d’un tel croisement un « blynx » ou un « lynxcat », contraction du terme « bobcat » désignant le lynx roux et « lynx » désignant le lynx du Canada. En 2004, des études génétiques menées sur ces deux espèces ont confirmé que trois spécimens sauvages du Minnesota à l’origine ambiguë étaient issus de l’hybridation. Ces trois hybrides avaient un lynx du Canada pour mère. Les signalements d’hybrides sauvages sont, pour l’instant, confinés au sud de l’aire de répartition du lynx du Canada. Les pattes des hybrides sont en général plus larges que celles du lynx roux, mais moins que celles du lynx du Canada. Leur robe et la longueur des plumets de leurs oreilles sont plus proches de celles du lynx roux. Un cas de blynx femelle féconde a été signalé en 2008,.

### GenreFelis
L'euro-chaus est un croisement entre un chat sauvage mâle et un chaus femelle.

### Croisement entre félins de genres différents

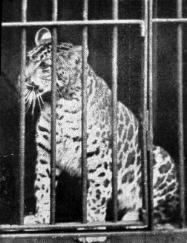
Le pumapard en 1904.

Le servical est le croisement entre un serval mâle et un caracal femelle. Le croisement entre un serval femelle et un caracal mâle s'appelle un caraval. Les seules naissances rapportées sont le fruit du hasard. Son pelage est roux clair avec des taches roux foncé. Il a les grandes oreilles du serval et les plumets des caracals.
L'ocema est un croisement entre un ocelot mâle et un puma femelle. Des croisements ont eu lieu à plusieurs reprises en Guyane française ; toutefois, peu de portées survécurent.
Le pumapard est le croisement entre un puma mâle et un léopard femelle. Les seuls spécimens naquirent dans les années 1900 dans une petite ménagerie. Sur six, un seul parvint à l'âge adulte, qui fut empaillé après sa mort. Sa dépouille est exposée au Natural History Museum at Tring, en Angleterre. Son pelage est crème foncé à marron clair et est tacheté d'ocelles identiques à celles du léopard mais plus claires. Le pumapard est deux fois plus petit que ses parents.
Des hybridations en captivité entre l’ocelot et le lynx roux ont été signalées.

## Croisements avec le chat domestique
L'hybridation du chat domestique avec une autre espèce de félin peut être naturelle, comme avec le chat sauvage ou le chat rubigineux, ou forcée, pour créer une nouvelle race de chat.
Ce phénomène est assez récent et ces races encore en pleine évolution restent assez rares, mis à part le bengal qui connaît un grand succès. Elles ne sont pas toutes actuellement reconnues par le LOOF.
Une légende, probablement colportée par la créatrice de la race dans les années 1980 aux États-Unis, veut également que le pixie-bob soit une race de chat issue du croisement naturel entre un lynx roux et un chat domestique. Cela n'a jamais été confirmé par les études génétiques.
- Le bengal : chat domestique × chat-léopard du Bengale
- Le chausie : chat domestique × chaus
- Le savannah : chat domestique × serval
- Le safari : chat domestique × chat de Geoffroy
- L'ussuri : chat domestique x chat-léopard de Sibérie
- Le caracat : chat domestique femelle x caracal  mâle
- Le bristol : chat domestique x margay
- Le viverral : chat domestique x chat viverrin
- L'ashera : chat domestique x serval x chat-léopard du Bengale[8]

Le chat domestique et le chat sauvage se sont hybridés à plusieurs reprises. Dans un zoo à Moscou naquirent neuf hybrides entre le chat domestique et le chat des sables. Des croisements entre l'ocelot et le chat domestique sont également possibles. Les chats à pieds noirs se croisent avec les chats domestiques, donnant un animal plus grand que le chat à pied noir.